# John M. Lloyd
John Minchin Lloyd (entre 1835-36-18 de diciembre de 1892) fue un expolicía de Washington D. C. que jugó un papel clave en el juicio de los conspiradores en el Asesinato de Abraham Lincoln. Arrestado y acusado en la conspiración, su testimonio ayudó a convencer a las autoridades de la culpabilidad de Mary Surratt, que se convirtió en la primera mujer ejecutada por el Gobierno federal de los Estados Unidos.

## Biografía
Lloyd se convirtió en policía a finales de 1850, pero renunció en 1862. Dos años después, se mudó a una aldea rural de Surrattsville, en el Condado de Prince George. En octubre de 1864, alquiló una taberna local de la viuda Mary Surratt por $500 al año y sirvió como su dueño, como también dedicándose a la agricultura en su tierra.
Seguido al asesinato de Lincoln el 14 de abril de 1865, los soldados federales arrestaron a la Sra. Surratt como una persona clave en la conspiración. Lloyd también fue arrestado y mantenido en confinamiento solitario hasta que él estuviera de acuerdo a testificar contra la Sra. Surratt. Él le informó al tribunal militar que los conspiradores John Surratt, George Atzerodt, y David Herold habían visitado la taberna y pedido que escondiera un par de carabinas, municiones, algunas cuerdas, y una llave inglesa en el local. Él y John Surrat también se encontraron el 13 de marzo, escondiendo el paquete en las vigas del techo por encima de la sala de la taberna.
Lloyd luego implicó a la Sra. Surratt por tener conocimiento de las armas. Ella fue declarada culpable y colgada, principalmente por su testimonio. Lloyd fue liberado y dejado que siga su camino. Durante gran parte del resto de su vida, él vivió en el sur de Washington.
Lloyd murió en el Distrito de Columbia por complicaciones de heridas sufridas en una caída. Fue enterrado en el Cementerio Mount Olivet, a menos de 100 metros al sur de la tumba de Mary Surratt.